# Стоян Стоянов (археолог)
Стоян Петков Стоянов е български историк и археолог, дългогодишен изследовател на античния и ранновизантийски град Абритус. Негова е заслугата за спасяването на античния град при строежа на Завода за пеницилин, както и за обявяването на Абритус за археологически резерват.

## Биография
Стоян Стоянов е роден в разградското село Кара иб на 9 януари 1930 година. Завършва Философско-историческия факултет на Софийския университет с профил археология и музейно дело през 1958 година. През 1960 година постъпва на работа в Историческия музей в Разград и по-късно става негов директор. През 1971 година при редовни разкопки на Абритус, Стоянов прави първото си значимо научно откритие - златно съкровище от 835 златни солида от V век. Две години по-късно той попада на друга ненадмината по своята естетическа стойност находка - Протоме на Пегас, открита в землището на село Вазово. На 1 септември 1982 година при редовни археологически разкопки на Хлътналата (Гинината) надгробна могила в землището на село Свещари е открива  уникална трикамерната гробница на тракийски владетел от края на IV в.пр.н.е.. Поради своята неповторимост последната е обявена за паметник на културата със световно значение и е включена в списъка на паметниците под защитата на ЮНЕСКО.  
Стоянов проследява историята и произхода на разградската Момина чешма, заедно с Ара Маргос проучва скалните манастири по долината на река Бели Лом в едноименните експедиции през 1975 и 1976 г. Кулминация на неговите изследователски търсения е най-голямата на Балканския полуостров находка от каменни форми за отливане на бронзови оръжия, намерена в село Побит камък. Дългогодишните си научни изследвания Стоян Стоянов обобщава в 30 статии, публикувани в сборници и брошури, както и в повече от 300 научнопопулярни статии, отпечатани в местната преса. Стоян Стоянов е удостоен с Наградата на името на академик Анание Явашов.
Умира на 26 ноември 2008 година. Посмъртно е удостоен с признание за Почетен гражданин на Разград през 2023 г.